# Segunda División (Campeonato Peruano de Futebol)
A Segunda División ou Liga2 — também conhecida como Liga 2 de Fútbol Profesionale comercialmente como Liga2 1XBET — é uma competição masculina equivalente à segunda divisão do futebol profissional do Peru. Criada em 1936, sua organização está a cargo da Federação Peruana de Futebol (em castelhano:  Federación Peruana de Fútbol – FPF). É uma das duas divisões profissionais do futebol peruano, ficando imediatamente abaixo da Liga1, primeira divisão peruana.

## Nomes
| 1936 — 1987 | Segunda División de Lima     |
| 1988 — 2005 | Segunda División Profesional |
| 2006 — hoje | Segunda División Nacional    |

## Regulamento
A divisão de prata do futebol peruano é constituída por 14 clubes e conta com duas fases: uma classificatória e outra eliminatória. O sistema adotado é o de pontos corridos, onde os clubes recebem 3 pontos por vitória, 1 por empate e nenhum em caso de derrota.

### Promoção
A primeira fase tem fase única com dois turnos (jogos de ida e volta; turno e returno). Cada clube faz 26 jogos, sendo 13 jogos como mandante e outros 13 como visitante. Não há campeões por turnos, sendo declarado campeão o time que obtiver o maior número de pontos após as 30 rodadas. Além do título, o campeão garante acesso direto à primeira divisão.
O segundo clube promovido à primeira divisão sai de uma repescagem, em jogos únicos. A disputa é dividida em quartas de final, semifinal e final, e conta com a participarão dos clubes posicionados do 2º ao 7º lugar da fase classificatória. O campeão da repescagem, além da vaga na divisão de elite do futebol peruano, também será declarado vice-campeão da segundona peruana.

### Rebaixamento
Quanto à parte inferior da classificação, o último colocado cairá para a Copa do Peru.

### Critérios de desempate
Em caso de empate em pontos ganhos entre 2 (dois) ou mais clubes, o desempate, para efeito de classificação final, é efetuado observando-se os critérios abaixo:
1. Melhor saldo de gols;
2. Mais gols pró (marcados);
3. Pontos ganhos no confronto direto;
4. Melhor saldo de gols no confronto direto;
5. Mais gols pró (marcados) no confronto direto;
6. Fair Play;
7. Sorteio.[1]

## Campeões
| Edição | Campeão                     | Vice-campeão              | Ref.                        |      |               |                      |  |
| ------ | --------------------------- | ------------------------- | --------------------------- | ---- | ------------- | -------------------- |  |
| Edição | Campeão                     | Vice-campeão              | Ref.                        | 1943 | Telmo Carbajo | Progresista Apurímac |  |
| 1944   | Ciclista Lima               | Telmo Carbajo             |                             |      |               |                      |  |
| 1945   | Santiago Barranco           | Atlético Lusitania        |                             |      |               |                      |  |
| 1946   | Ciclista Lima               | Unión Callao              |                             |      |               |                      |  |
| 1947   | Jorge Chávez                | Santiago Barranco         |                             |      |               |                      |  |
| 1948   | Centro Iqueño               | Santiago Barranco         |                             |      |               |                      |  |
| 1949   | Jorge Chávez                | Ciclista Lima             |                             |      |               |                      |  |
| 1950   | Unión Callao                | Association Chorrillos    |                             |      |               |                      |  |
| 1951   | Association Chorrillos      | Atlético Lusitania        |                             |      |               |                      |  |
| 1952   | Unión Callao                | Porvenir Miraflores       |                             |      |               |                      |  |
| 1953   | Carlos Concha               | Atlético Lusitania        |                             |      |               |                      |  |
| 1954   | Unión Callao                | KDT Nacional              |                             |      |               |                      |  |
| 1955   | Carlos Concha               | Porvenir Miraflores       |                             |      |               |                      |  |
| 1956   | Porvenir Miraflores         | Unión América             |                             |      |               |                      |  |
| 1957   | Mariscal Castilla           | Carlos Concha             |                             |      |               |                      |  |
| 1958   | Unión América               | Porvenir Miraflores       |                             |      |               |                      |  |
| 1959   | Mariscal Sucre              | KDT Nacional              |                             |      |               |                      |  |
| 1960   | Defensor Lima               | Carlos Concha             |                             |      |               |                      |  |
| 1961   | KDT Nacional                | Association Chorrillos    |                             |      |               |                      |  |
| 1962   | Mariscal Sucre              | Carlos Concha             |                             |      |               |                      |  |
| 1963   | Carlos Concha               | Porvenir Miraflores       |                             |      |               |                      |  |
| 1964   | Defensor Arica              | Porvenir Miraflores       |                             |      |               |                      |  |
| 1965   | Mariscal Sucre              | Íntimos de la Legua       |                             |      |               |                      |  |
| 1966   | Porvenir Miraflores         | Racing                    |                             |      |               |                      |  |
| 1967   | KDT Nacional                | Independiente Sacachispas |                             |      |               |                      |  |
| 1968   | Deportivo Municipal         | ADO                       |                             |      |               |                      |  |
| 1969   | Deportivo SIMA              | Mariscal Sucre            |                             |      |               |                      |  |
| 1970   | ADO                         | Centro Iqueño             |                             |      |               |                      |  |
| 1971   | Deportivo SIMA              | Atlético Chalaco          |                             |      |               |                      |  |
| 1972   | Atlético Chalaco            | Porvenir Miraflores       |                             |      |               |                      |  |
| 1973   | Atlético Barrio Frigorífico | Deportivo Helvético       |                             |      |               |                      |  |
| 1974   | não houve campeonato        | não houve campeonato      | não houve campeonato        |      |               |                      |  |
| 1975   | não houve campeonato        | não houve campeonato      | não houve campeonato        |      |               |                      |  |
| 1976   | não houve campeonato        | não houve campeonato      | não houve campeonato        |      |               |                      |  |
| 1977   | não houve campeonato        | não houve campeonato      | não houve campeonato        |      |               |                      |  |
| 1978   | não houve campeonato        | não houve campeonato      | não houve campeonato        |      |               |                      |  |
| 1979   | não houve campeonato        | não houve campeonato      | não houve campeonato        |      |               |                      |  |
| 1980   | não houve campeonato        | não houve campeonato      | não houve campeonato        |      |               |                      |  |
| 1981   | não houve campeonato        | não houve campeonato      | não houve campeonato        |      |               |                      |  |
| 1982   | não houve campeonato        | não houve campeonato      | não houve campeonato        |      |               |                      |  |
| 1983   | González Prada              | Academia Cantolao         |                             |      |               |                      |  |
| 1984   | González Prada              | Juventud La Joya          |                             |      |               |                      |  |
| 1985   | Alcides Vigo                | Centro Iqueño             |                             |      |               |                      |  |
| 1986   | Internazionale San Borja    | Deportiva AELU            |                             |      |               |                      |  |
| 1987   | Deportiva AELU              | Walter Ormeño             |                             |      |               |                      |  |
| 1988   | Defensor Lima               | Juventud La Palma         |                             |      |               |                      |  |
| 1989   | Sport Boys                  | Juventud La Palma         |                             |      |               |                      |  |
| 1990   | Hijos de Yurimaguas         | Walter Ormeño             |                             |      |               |                      |  |
| 1991   | Lau Chun                    | Deportivo Zúñiga          |                             |      |               |                      |  |
| 1992   | Unión Huaral                | Ciclista Lima             |                             |      |               |                      |  |
| 1993   | Ciclista Lima               | Guardia Republicana       |                             |      |               |                      |  |
| 1994   | Unión Huaral                | Hijos de Yurimaguas       |                             |      |               |                      |  |
| 1995   | Guardia Republicana         | Deportivo Zúñiga          |                             |      |               |                      |  |
| 1996   | Alcides Vigo                | Hijos de Yurimaguas       |                             |      |               |                      |  |
| 1997   | Lawn Tennis                 | Deportivo Bella Esperanza |                             |      |               |                      |  |
| 1998   | Hijos de Yurimaguas         | Alcides Vigo              |                             |      |               |                      |  |
| 1999   | America Cochahuayco         | Sporting Cristal "B"      |                             |      |               |                      |  |
| 2000   | Deportivo Aviación          | Alcides Vigo              |                             |      |               |                      |  |
| 2001   | Alcides Vigo Hurtado        | Deportiva AELU            |                             |      |               |                      |  |
| 2002   | Unión Huaral                | Defensor Villa del Mar    |                             |      |               |                      |  |
| 2003   | Sport Coopsol               | Sporting Cristal "B"      |                             |      |               |                      |  |
| 2004   | Olimpico Somos Perú         | Deportivo Municipal       |                             |      |               |                      |  |
| 2005   | Olimpico Somos Perú         | Deportivo Aviación        |                             |      |               |                      |  |
| 2006   | Deportivo Municipal         | Universidad San Marcos    |                             |      |               |                      |  |
| 2007   | Universidad César Vallejo   | Atlético Minero           | [ 6 ]                       |      |               |                      |  |
| 2008   | Total Clean                 | Inti Gas                  | [ 7 ] [ 8 ]                 |      |               |                      |  |
| 2009   | Sport Boys                  | Cobresol                  | [ 7 ] [ 8 ]                 |      |               |                      |  |
| 2010   | Cobresol                    | Sport Áncash              | [ 7 ] [ 8 ]                 |      |               |                      |  |
| 2011   | José Gálvez                 | Deportivo Coopsol         | [ 7 ] [ 8 ]                 |      |               |                      |  |
| 2012   | Pacífico FC                 | Deportivo Coopsol         | [ 7 ] [ 8 ]                 |      |               |                      |  |
| 2013   | Los Caimanes                | Alfonso Ugarte            | [ 7 ] [ 8 ]                 |      |               |                      |  |
| 2014   | Deportivo Municipal         | Deportivo Coopsol         | [ 7 ] [ 8 ]                 |      |               |                      |  |
| 2015   | Comerciantes Unidos         | Los Caimanes              | [ 7 ] [ 8 ]                 |      |               |                      |  |
| 2016   | Academia Cantolao           | Sport Áncash              | [ 7 ] [ 8 ]                 |      |               |                      |  |
| 2017   | Sport Boys                  | Universidad César Vallejo | [ 7 ] [ 8 ]                 |      |               |                      |  |
| 2018   | Universidad César Vallejo   | Carlos A. Mannucci        | [ 7 ] [ 8 ]                 |      |               |                      |  |
| 2019   | Cienciano                   | Atlético Grau             | [ 7 ] [ 8 ]                 |      |               |                      |  |
| 2020   | Alianza Atlético            | Juan Aurich               | [ 9 ]                       |      |               |                      |  |
| 2021   | Atlético Grau               | Carlos Stein              | [ 10 ]                      |      |               |                      |  |
| 2022   | Cusco                       | Unión Comercio            | [ 11 ]                      |      |               |                      |  |
| 2023   | Comerciantes Unidos         | Los Chankas               | [ 12 ] [ 13 ] [ 14 ] [ 15 ] |      |               |                      |  |
| 2024   | Alianza Universidad         | Juan Pablo II College     |                             |      |               |                      |  |